# Дроздов (станция)
Дроздо́в — грузовая железнодорожная станция Владивостокского отделения Дальневосточной железной дороги. Расположена в Спасском районе Приморского края в посёлке при станции Дроздов. Электрифицирована. Остановочный пункт Транссибирской магистрали на отрезке Иркутск — Владивосток.

## История
Названа в честь инженера-путейца Дроздова, принимавшего участие в строительстве Уссурийской железной дороги.

## География
Железнодорожная станция расположена на Транссибе между станциями ДВЖД Ружино и Спасск-Дальний.
Расстояние до станции Спасск-Дальний (на юг) около 24 км по железной дороги.
Автомобильная дорога к станции Дроздов идёт на запад от автотрассы «Уссури» через сёла Анненку и Александровку, расстояние до трассы «Уссури» около 24 км, расстояние до районного центра Спасск-Дальний (на юг по автотрассе «Уссури») около 35 км.